# Upplands runinskrifter Fv1979;244B
Upplands runinskrifter Fv1979;244B är vikingatida runstensfragment av granit som påträffades i Stora Ullentuna, Skepptuna socken och Sigtuna kommun. De har alla hört till samma runsten. De första delarna av denna sten hittades 1921 och 1953. Ytterligare ett fragment med korsets övre del hittades 1990. Ristningen har attribuerats till runristaren Gunnar. U Fv1979;244B är eventuellt en parsten till U 358.

## Inskriften
Translitterering av runraden:
...m × on × li(t) × ri... ...(t)in × þi-... ...an × saʀ × -... ...(l)bi × (a)ns ...u ...
Normalisering till runsvenska:
... Hann let ræi[sa s]tæin þe[nna] ... saʀ ... [hia]lpi hans [sal]u ...
Översättning till nusvenska:
... han lät resa denna sten ... han ... hjälpe hans själ...